# طوطی جغدی
طوطی جغدی یا کاکاپو (به زبان مائوری: kākāpō به معنی طوطی شب) نام پرنده‌ای است که بومی جزیره نیوزلند می‌باشد. این پرنده نمی‌تواند پرواز کند و بر روی زمین راه می‌رود و معمولاً در شب به بیرون از لانه خود می‌آید. متأسفانه این پرنده به شدت در معرض انقراض قرار دارد به‌طوری‌که هم‌اکنون چیزی در حدود شصت و پنج عدد از این پرنده وجود دارد. در گذشته به دلیل اینکه هیچ دشمن طبیعی نداشت، تعداد آن‌ها زیاد بود ولی هم‌اکنون و پس از ورود اروپاییان که با خود جانورانی همانند سگ و گربه آورده‌اند، نسل این پرندگان در خطر انقراض قرار دارد. این پرنده معمولاً تنها زندگی می‌کند.
این پرنده در هنگام شب به ارتفاعات کوهستان می‌رود و در طول مسیر خود چاله‌های کم‌عمقی حفر می‌کند. طوطی جغدی داخل این چاله‌ها می‌نشیند و به کمک کیسه هوایی که در سینه دارد، صدای بسیار بلند و پرحجمی تولید می‌نماید. این صدا در تمام کوهستان و دره‌های آن پیچیده و باعث جذب طوطی ماده می‌گردد.

## ویژگی‌ها
طوطی کاکاپو مدت طولانی در کرهٔ زمین زندگی می‌کند. این پرنده کوچک حدود ۶۰ سانتی‌متر طول دارد. وزن آن تا چهار کیلوگرم است. قسمت بالای بدن با لکه‌های سبز-زرد پوشیده شده است، و شکم و سینه پرنده کمی سبک‌تر است. این پرنده دارای یک نوک بزرگ خاکستری و پنجه‌های عظیم است. کاکاپو بسیار شبیه به جغد است. اما بال این طوطی بسیار کوچک است. در آماده‌سازی برای فرایند پرورش، پرندگان سوراخ‌هایی را در نخاله‌های پوسیده یا درختان و همچنین در شکافهای سنگ‌ها حفر می‌کنند. این سوراخ‌ها دارای دو ورودی و چندین شاخه هستند. معمولاً کاکاپو ماده در اواسط ژانویه دو تخم می‌گذارد. وقتی نوزادان به دنیا می‌آیند، مادرشان منحصراً درگیر تربیت آن‌ها است و نرها در این امر مشارکتی ندارند.
در حال حاضر، دانشمندان بر این باورند که در طبیعت برای این پرندگان غیرمعمول، عملاً هیچ جایی نمانده است. دلیل این امر تهدید مداوم شکارچیان (موش، گربه و دیگران) و همچنین تأثیر انسان بر زیستگاه آن‌ها است. کاکاپو متفاوت‌ترین طوطی اصالتاً اهل زلاندنو است. او منحصربه‌فردترین پرندگان محسوب می‌شود. مردم محلی مائوری او را «طوطی در تاریکی» می‌نامند، زیرا او شیوه زندگی شبانه را برگزیده است.
ویژگی بارز این است که به هیچ وجه پرواز نمی‌کند. او بال دارد اما توانایی پرواز است.
دانشمندان کاکاپو را یکی از قدیمی‌ترین پرندگانی می‌دانند که هم‌اکنون روی زمین زندگی می‌کنند. این پرنده در حال حاضر در آستانه انقراض است. کاکاپو بیش از نیم متر طول دارد و وزن آن به ۴ کیلوگرم می‌رسد.
این پرندگان دارای سیستم چندهمسری هستند و یک نر در یک فصل می‌تواند چندین ماده داشته باشد.

## شخصیت و سبک زندگی کاکاپو
کاکاپو بسیار اجتماعی و خوش‌اخلاق است. او به راحتی با افراد ارتباط برقرار می‌کند. موردی رخ داد که یک کاکاپو نر رقص جفت‌گیری خود را برای یک نگهبان باغ وحش انجام داد.
این پرنده پرواز نمی‌کند، اما این بدان معنی نیست که آنها مرتباً روی زمین می‌نشینند. آنها کوهنوردان عالی هستند و می‌توانند از درختان بسیار بلند صعود کنند.
آنها در جنگل زندگی می‌کنند، جایی که در طول روز در شکاف درختان پنهان می‌شوند یا برای خود سوراخ‌هایی می‌سازند. تنها راه فرار از خطر، استتار آن‌ها و عدم تحرک کامل است.
این روش به آنها کمک می‌کند در صورتی که جانور دیگری در همان نزدیکی باشد، متوجه این طوطی نشود. کاکاپوها شب‌ها در جستجوی غذا یا جفت خود در مسیرهای رفت و آمد خود بیرون می‌روند و در طول شب می‌توانند مسافت حداکثر ۸ کیلومتر را طی کنند.

## تغذیه طوطی کاکاپو
کاکاپوها منحصراً غذاهای گیاهی می‌خورد. آنها می‌توانند از بلندترین درختان بالا روند. آنها انواع توت‌ها و میوه‌ها را می‌خورند، گرده‌ها را خیلی دوست دارند. به عنوان وعده‌های غذایی، آنها فقط نرم‌ترین قسمت‌های چمن و ریشه را انتخاب می‌کنند و آنها را با منقار قدرتمند خود خرد می‌کنند.
در اسارت آنها غذای شیرین را ترجیح می‌دهند.

## تولیدمثل و طول عمر کاکاپو
کاکاپوها در امید به زندگی قهرمان پرندگان هستند و ۹۰ الی ۹۵ سال عمر می‌کنند. آیین بسیار جالبی توسط نرها برای جذب ماده‌ها انجام می‌شود. این پرندگان عمدتاً به تنهایی زندگی می‌کنند.

## طبقه‌بندی، سیستماتیک و نام‌گذاری

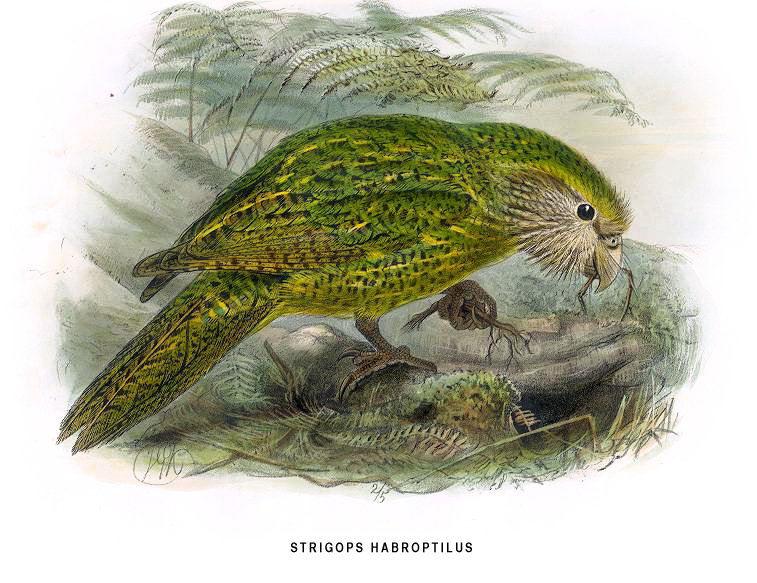
تصویری از کاکاپو از کتاب «تاریخ پرندگان نیوزیلند» نوشته:والتر لاری بولر، سال انتشار ‏۸۷۳‏۱

کاکاپو در اصل توسط پرنده‌شناس انگلیسی جرج رابرت گری در سال ۱۸۴۵‏ توصیف شد.